# In Hearing of Atomic Rooster
Albums de Atomic Rooster
Death Walks Behind You
(1970) Made in England
(1972)
In Hearing of Atomic Rooster est le troisième album studio du groupe rock progressif britannique Atomic Rooster, sorti en 1971. Bien qu'il ne figure pas sur l'album, le single "Devil's Answer" est sorti juste avant, devenant le plus grand succès du groupe au 4e rang au Royaume-Uni. Cela a contribué à propulser l'album au 18e rang du classement britannique, bien que les quatre musiciens représentés sur la couverture intérieure n'aient jamais joué ensemble. La moitié des chansons ont été écrites par Crane avec sa première femme, Pat Darnell, qui a aidé au niveau des textes. Les pistes de base des chansons (et quelques voix) ont été enregistrés par Vincent Crane, John Cann et Paul Hammond, mais Cann et Hammond ont été remerciés peu de temps après que le chanteur Pete French ait fait son entrée. Le son de l'album final était dominé par Crane et Hammond, avec de nombreuses parties de guitare de Cann non utilisées ou placées plus bas dans le mix. Cependant, la guitare de Cann se fait toujours entendre sur ses compositions (Break the Ice et Head in the Sky) et les instrumentales (A Spoonful of Bromide Helps the Pulse Rate Go Down et The Rock.

## Contenu
1. Breakthrough - 6:22
2. Break the Ice - 5:03
3. Decision/Indecision - 3:54
4. A Spoonful of Bromide Helps the Pulse Rate Go Down - 4:43
5. Black Snake - 6:03
6. Head in the Sky - 5:42
7. The Rock - 4:35
8. The Price - 5:20

### Réédition
- The Devil's Answer - 3:30

## Personnel
- Vincent Crane - piano, orgue, chant sur (5, 8)
- John Du Cann - guitare sauf sur (3)
- Pete French - chant sur (1-3, 6, 8)
- Paul Hammond - batterie, percussions